# Helen Gurley Brown
Helen Marie Gurley, coniugata Brown (Green Forest, 18 febbraio 1922 – New York, 13 agosto 2012), è stata una giornalista, editrice e scrittrice statunitense, direttrice della rivista Cosmopolitan per 32 anni.

## Biografia

### Vita personale
Nata in un piccolo centro sull'altopiano d'Ozark, era la figlia minore di Cleo Fred e Ira Marvin Gurley. Quest'ultimo, di professione insegnante, intraprese una carriera politica che era in ascesa ma restò ucciso in un incidente nell'ascensore del Campidoglio di Little Rock. Helen restò quindi orfana di padre all'età di dieci anni. Insieme a sua madre e sua sorella Mary, si trasferì a Los Angeles nel 1937. Qui, Mary contrasse la poliomielite senza che la famiglia potesse permettersi di curarla.
Quando la famiglia rientrò in Arkansas, Helen decise di restare in California. Negli anni quaranta, lavorò come segretaria in diciassette uffici differenti, senza ricevere una retribuzione parificata a quella di un uomo. Alla ricerca di un miglioramento professionale ed economico, trovò impiego presso un'agenzia pubblicitaria e ben presto divenne la copywriter donna più pagata della West Coast. In quel periodo, ebbe delle relazioni sia con il pugile Jack Dempsey sia con Ron Getty, figlio del magnate Jean Paul Getty.
Nel 1959, all'età di trentasette anni, sposò il produttore David Brown, con il quale visse in un lussuoso appartamento di Central Park West a Manhattan. Quando si conobbero, presentati da un'amica comune, Brown aveva due matrimoni falliti alle spalle. La loro unione durò 51 anni, fino alla morte dell'uomo nel 2010.

### Debutto e successo come scrittrice

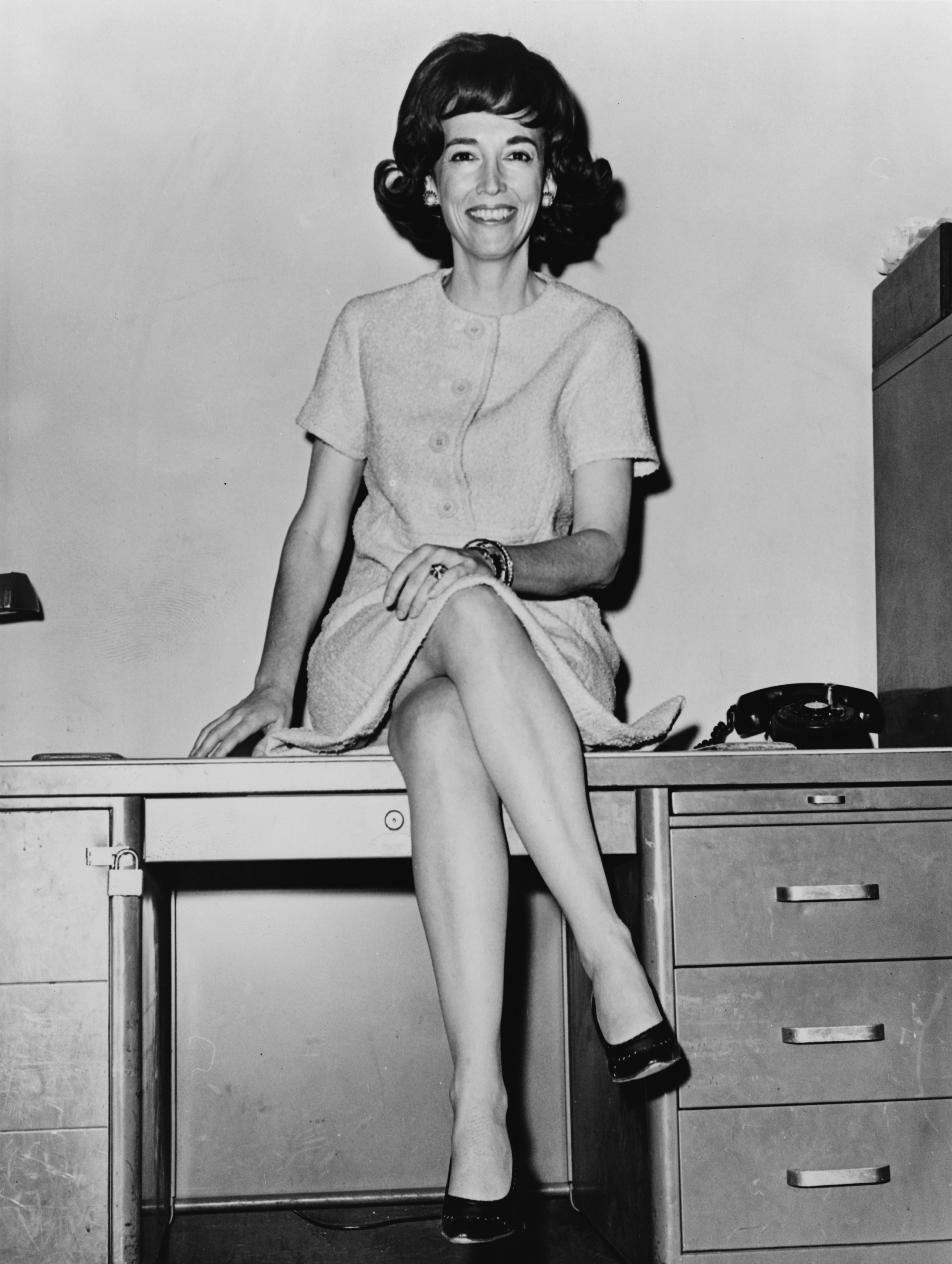
Helen Gurley Brown nel 1964

Nel 1962, Helen Gurley Brown pubblicò il suo primo libro, un saggio intitolato Sex and the Single Girl. Il libro vendette due milioni di copie in tre settimane, fu tradotto in trentacinque lingue e divenne un bestseller. L'idea del soggetto le fu suggerita da suo marito, che la spinse a scrivere di come le ragazze single si approcciassero alle relazioni. Il libro scandalizzò l'opinione pubblica perché mostrava la donna sotto una luce diversa, soprattutto dal punto di vista sessuale, non come oggetto passivo ma come soggetto attivo che rivendicava il diritto al proprio piacere. Il successo fu tale che le venne proposto un contratto per scrivere altri tre libri. Dall'opera fu tratto un film con protagonista Natalie Wood, Donne, v'insegno come si seduce un uomo, che fu tra i 20 maggiori successi al botteghino nel 1964.
Il messaggio principale del libro era quello che una donna non avesse bisogno di sposarsi per avere una vita sessuale appagante e che non dovesse vergognarsi o scusarsi per il fatto di provare pulsioni erotiche. Alcuni dei passaggi più provocatori del libro, quelli su contraccezione, aborto e lesbismo, furono tagliati da revisori uomini. Jennifer Scanlon, professoressa di studi di genere presso il Bowdoin College, affermò che Helen Gurley Brown fosse stata una delle figure centrali della seconda ondata femminista insieme a Betty Friedan e la definì una precursora della terza ondata femminista. Molte delle femministe dell'epoca, tuttavia, non mostrarono simpatia nei confronti della Gurley Brown: la stessa Friedan descrisse il messaggio di "Sex and the Single Girl" come "osceno e orribile". In una sua intervista, nel periodo in cui Helen Gurley Brown era in tour per promuovere il suo secondo libro, Joan Didion la descrisse come "una Cenerentola di 42 anni che ne dimostra dieci di meno in televisione".
La figura di Helen Gurley Brown fu spesso oggetto di dibattito in merito al fatto di essere o meno un'icona di emancipazione femminile. Di fatto, venne criticata da buona parte del mondo femminista per aver messo al centro della narrazione il sesso e per aver sostenuto a più riprese che le attenzioni sessuali degli uomini fossero lusinghiere per una donna. I suoi scritti, tuttavia, rappresentarono un importante passaggio nella liberazione sessuale femminile anche per il contesto sociale dell'epoca in cui l'autrice espresse tali pensieri: va ricordato, infatti, che all'epoca della pubblicazione del saggio di Gurley Brown, una donna nubile non poteva nemmeno richiedere un mutuo. I messaggi lanciati alle lettrici puntavano al raggiungimento del proprio benessere senza risultare subordinate rispetto alla figura di un marito: tra le sue frasi celebri c'era "Non usare gli uomini per ottenere ciò che desideri nella vita: prenditelo da sola". Il suo motto preferito era "Le brave ragazze vanno in paradiso, le cattive ragazze vanno dappertutto". Dal canto suo, continuò ad autodefinirsi una femminista.
L'impatto di Helen Gurley Brown ebbe una portata enorme anche a distanza di molti anni. Matthew Weiner, l'ideatore di Mad Men, confessò di essersi ispirato al libro di Helen Gurley Brown nella creazione della serie, soprattutto nella stesura dei personaggi delle segretarie. La storica del femminismo Jane Gerhard evidenziò che la serie televisiva Sex and the City rappresenta un omaggio diretto a Sex and the Single Girl poiché entrambe presentano una "connessione tra l'indipendenza finanziaria delle donne e la loro liberazione sessuale"; Dwight Garner su The New York Times definì Helen Gurley Brown "la Carrie Bradshaw originale".

### La direzione di Cosmopolitan
In seguito alla pubblicazione del suo bestseller, venne recensita in maniera negativa sulle pagine della rivista Cosmopolitan, che le dedicò note di critica. Ironia del caso, un mese dopo venne assunta proprio come caporedattrice di Cosmopolitan, sulla scia del successo ottenuto. L'obiettivo del gruppo editoriale, la Hearst Communications, era quello di risollevare le vendite del periodico, che erano scese a quota 800mila. Gli osservatori che analizzarono l'operato della Gurley Brown fecero presente che, con molta probabilità, la sua direzione di Cosmopolitan salvò il gruppo Hearst dalla bancarotta.
Helen Gurley Brown restò sulla cresta dell'onda per molti decenni. Divenne un personaggio pubblico di spicco, le statistiche la indicarono come la decima ospite più frequente di The Tonight Show. Anni dopo, anche in seguito alla fine della sua carriera, continuò ad essere definita "la santa patrona del marchio di emancipazione femminile sesso-centrico Cosmopolitan".
Anche a Cosmopolitan, venne spesso contestata dai movimenti femministi. Nel 1970 Kate Millett guidò un sit-in di protesta all'interno degli uffici di Cosmopolitan. Secondo Nora Ephron, Helen Gurley Brown "“Dimostra, con una certa forza, che ci sono ben più di un milione di donne americane disposte a spendere sessanta centesimi per leggere non di politica, non del movimento di liberazione femminile, non della guerra in Vietnam, ma semplicemente di come conquistare un uomo". Barbara Walters sostenne che le differenze di vedute tra Helen Gurley Brown e il movimento femminista si basavano sul fatto che il contributo principale di Gurley Brown fosse stato quello di rendere coscienti le donne rispetto al loro potere sessuale, mentre le femministe puntavano ad affermare che non fosse necessario avere un uomo. Nonostante ciò, fu un'intima amica di Gloria Steinem, che cercò di convincere per svariati anni a scrivere per Cosmopolitan.
Sotto la sua direzione, Cosmopolitan cambiò nettamente la linea editoriale: il target non erano più le casalinghe, bensì le donne giovani e appartenenti alla working class. Riuscì a portare le vendite oltre i tre milioni di copie. Fu sua l'idea di realizzare una copertina con un uomo nudo, in contrapposizione alle copertine che vedevano spogliarsi le donne. Contattò diversi attori celebri, tra cui Paul Newman, Robert Redford, Warren Beatty and Dustin Hoffman, ma tutti loro rifiutarono la proposta di posare senza veli. Il progetto si concretizzò quando Helen Gurley Brown riuscì ad ottenere la disponibilità di Burt Reynolds, che si fece fotografare completamente nudo, sdraiato su un tappeto di pelliccia d'orso. Il servizio fotografico, a cura di Francesco Scavullo, ebbe un elevato riscontro di popolarità, non solo per la rivista ma anche per la carriera di Reynolds, che passò dall'essere considerato un attore di film secondari allo status di vera celebrità. Il creatore di Playgirl Douglas Lambert, citò la copertina di Burt Reynolds come fonte di ispirazione per lanciare la sua rivista. Negli anni a venire, altri uomini posarono senza veli per Cosmopolitan, tra cui un giovane Arnold Schwarzenegger e un allora sconosciuto Scott Brown, che dopo alcuni decenni sarebbe diventato senatore.
Favorevole all'aborto, anche quando la pratica non era considerata legale negli Stati Uniti, Helen Gurley Brown aiutò diverse donne ad interrompere la gravidanza indesiderata pagando loro viaggi in Messico. Uno dei suoi passi falsi avvenne nel 1988, quando dalle pagine di Cosmopolitan minimizzò il rischio di contrarre l'AIDS per le donne eterosessuali. Promosse il diritto delle donne ad essere considerate complete anche senza avere figli; lei stessa non ne ebbe per scelta, ritenendosi troppo competitiva e troppo egoista per essere madre.
Fu una sostenitrice pubblica della chirurgia estetica e si sottopose personalmente ad un intervento di mastoplastica additiva facendosi impiantare delle protesi al seno all'età di settantatré anni.
I vertici del gruppo editoriale la invitarono a lasciare Cosmopolitan nel 1996, non ritenendola più sufficientemente connessa alle nuove generazioni e la sostituirono con Bonnie Fuller. Restò comunque alla guida di svariate edizioni internazionali della rivista.

### Morte ed eredità

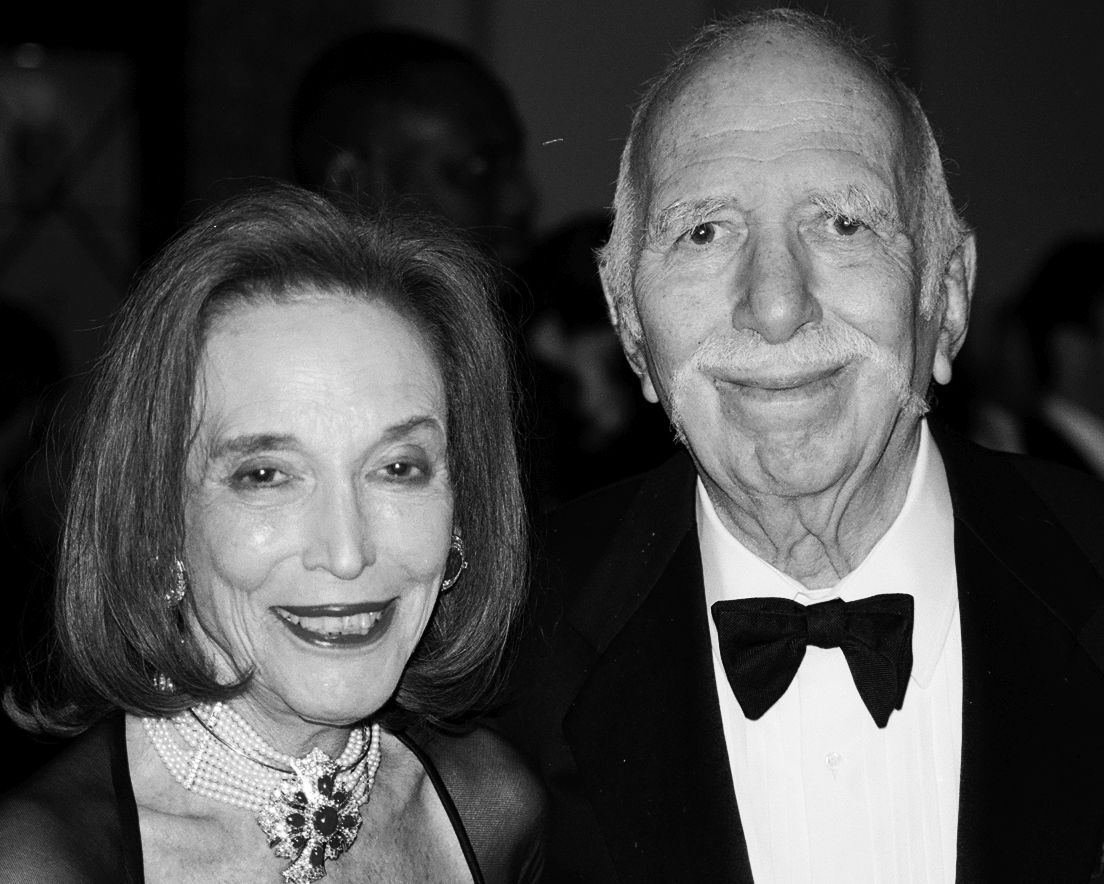
Helen Gurley Brown insieme al marito David

Dopo un breve ricovero in ospedale, Helen Gurley Brown morì il 13 agosto del 2012, all'età di novant'anni. L'annuncio della sua scomparsa venne diramato dai vertici del gruppo Hearst.
La notizia venne commentata da molti personaggi pubblici: Erica Jong ricordò che Helen Gurley Brown aveva fatto pubblicare le sue poesie su Cosmopolitan e la definì una mentore, elogiando il suo pensiero secondo cui "non fosse necessario disprezzare gli uomini per essere una femminista". Candace Bushnell descrisse la sua morte come "la fine di un'era". L'allora sindaco di New York Michael Bloomberg la commemorò affermando: "Oggi la città di New York ha perso una pioniera che ha ridefinito non solo l'intero settore dei media, ma la cultura della nazione. È stata un modello per i milioni di donne delle quali ha affrontato in modo così brillante i pensieri privati, le meraviglie e i sogni.
Fu seppellita accanto al marito in una tomba nella sua terra natia, l'Arkansas.
Della sua eredità, quindici milioni di dollari furono destinati alla New York Public Library; altri sette milioni e mezzo vennero donati all'American Museum of Natural History. Nel corso degli anni, si era resa molto attiva nel sociale. All’inizio del 2012 aveva donato 30 milioni di dollari alla Columbia e alla Stanford University, che a nome suo e del defunto marito crearono il David ed Helen Gurley Brown Institute. Le donazioni contribuirono a creare e implementare programmi formativi destinati ai giovani a rischio, nonché ad incrementare la rappresentazione delle donne e delle minoranze nelle discipline STEM.

## Opere
- Sex and the Single Girl, New York, Bernard Geis Associates, 1962, ISBN 9781569802526.
- Sex and the Office, New York, Bernard Geis Associates, 1964.
- Outrageous Opinions of Helen Gurley Brown, New York, Avon, 1967.
- Helen Gurley Brown's Single Girl's Cookbook, New York, Bernard Geis Associates, 1969.
- Sex and the New Single Girl, New York, David McKay Publications, 1970, ISBN 9780870350290.
- Having It All: Love, Success, Sex, Money Even If You're Starting With Nothing, New York, Simon & Schuster, 1982, ISBN 9780671458133.
- The Late Show: A Semi Wild but Practical Guide for Women Over 50, New York, William Morrow & Co, 1993, ISBN 9780688100179.
- The Writer's Rules: The Power of Positive Prose—How to Create It and Get It Published, New York, William Morrow & Co, 1998, ISBN 9780688159061.
- I'm Wild Again: Snippets from My Life and a Few Brazen Thoughts, New York, St Martins Pr, 2000, ISBN 9780312251925.